# (5366) Rhianjones
(5366) Rhianjones (1981 EY30) – planetoida z pasa głównego asteroid okrążająca Słońce w ciągu 3,36 lat w średniej odległości 2,24 j.a. Odkryta 2 marca 1981 roku.